# Pathé-Marconi
Pour les articles homonymes, voir Pathé (homonymie) et Marconi.
Ne doit pas être confondu avec Pathé ou Compagnie Marconi.
Les industries musicales et électriques Pathé-Marconi (acronyme IME Pathé-Marconi), appelées communément Pathé-Marconi, sont une entreprise française du secteur de l'industrie musicale, fondée en 1936 par EMI Group. Elle est l'une des plus importantes firmes européennes de l'industrie phonographique après la Seconde Guerre mondiale.

## Origines
Le groupe britannique EMI (Electric and Musical Industries) est né le 21 avril 1931 du rapprochement de deux sociétés anglaises  : 
- la Gramophone Company fondée à Londres en 1898, créatrice des labels La Voix de son Maître (His Master's Voice) en 1900 et Electrola en 1925 ;
- la Columbia Graphophone Company[1], devenue indépendante en 1922 de la Columbia américaine fondée en 1898, propriétaire des labels Columbia, Odeon, Parlophone. En 1928, elle acquiert la Compagnie générale des machines parlantes Pathé frères[2], elle-même issue en 1919 de la scission en deux branches de l'ancienne société commune aux frères Pathé (division phonographe reprise par Émile Pathé, branche cinéma conservée par Charles Pathé). La compagnie Pathé frères achète la Marconiphone Company en 1929, entreprise fondée par le physicien italien Guglielmo Marconi spécialisée dans la production d'appareils radio et tout à fait distincte de la compagnie Marconi.

## Historique
La société des Industries musicales et électriques Pathé-Marconi est fondée par EMI le 12 décembre 1936. Elle tient son origine dans la fusion de la Compagnie française du gramophone fondée en 1899 (filiale de la Gramophone Company anglaise) avec la Compagnie générale des machines parlantes Pathé frères. 
La dénomination sociale précise de l'entreprise est : « Les Industries musicales et électriques Pathé-Marconi, Compagnie générale des machines parlantes Pathé frères et Compagnie française du gramophone, réunies ».
Dès sa fondation, Pathé-Marconi a le statut de société française associée d'EMI. Son appellation (Industries musicales et électriques) est la francisation de celle de la maison mère britannique (Electric and Musical Industries).
Le nom Pathé-Marconi est choisi en l'honneur d'Émile Pathé (1860-1937), leader du disque phonographique et de la machine parlante depuis la fin du XIXe siècle, et de Guglielmo Marconi (1874-1937), prix Nobel de physique en 1909, qui incarne la découverte de la radio. Émile Pathé est président d'honneur du conseil d'administration jusqu'à sa mort le 3 avril 1937, soit quatre mois après la création de l'entreprise. Marconi lui survit trois mois et meurt en juillet. Ni Émile Pathé, ni Guglielmo Marconi n'eurent jamais aucun intérêt financier dans la société Pathé-Marconi.
Les labels historiques de Pathé-Marconi sont Columbia (classique, variété), La Voix de son maître (classique, variété), Pathé (classique, variété, théâtre) et Lutin (comptines pour enfants). D'autres marques de disques sont créées ultérieurement telles Pathé-Vox en 1951 (classique), fruit d'une association entre les disques Pathé et le label américain Vox, Témoignages (enregistrements récités), ou uniquement distribuées comme Swing (jazz) de 1937 à 1951 et Metro-Goldwyn-Mayer (bandes originales de films) de 1946 à 1957. En 1953, EMI fonde le label Angel Records (classique, variété). La même année, Cetra-Soria (opéra) est cédé à Capitol (classique, variété), lui-même racheté par EMI en 1954 pour servir de division nord-américaine à la major britannique. En 1957, Capitol fusionne avec Angel Records et Cetra-Soria et ces deux dernières marques disparaissent. Les disques Odeon (instrumental, variété) et Parlophone (jazz, variété) distribués par Odeon, font l'objet d'une diffusion parallèle au catalogue général Pathé-Marconi qui compte jusqu'à douze marques de disques dans les années 1950-1960.
Dans le domaine du classique, Pathé-Marconi est jusqu'à la fin des années 1950 l'un des leaders mondiaux du genre, au travers des collections Plaisir musical, Les gravures illustrées ou Les grandes collections, éditées  par les labels Pathé et Columbia aux formats 17, 25 et 30 cm.
Pathé-Marconi voit ses activités prospérer après la guerre, pour devenir l'une des entreprises majeures de l'industrie musicale en Europe. L'usine de Chatou fondée en 1897, assure le pressage des disques de ses labels ainsi que de nombreuses autres marques indépendantes, et la fabrication des téléviseurs et émetteurs radio. L'usine de Thonon-les-Bains conçoit les platines tourne-disques et pièces détachées. Ainsi en 1957, sous la direction de Pierre Bourgeois, Pathé-Marconi produit 54 000 disques par jour et compte près de trois mille salariés dans la seule usine de Chatou. C'est à cette période, l'unique société française du disque cotée en bourse. L'entreprise génère un chiffre d'affaires de 5 milliards d’anciens francs et vend 15 millions de disques par an.
Fin 1958, la branche radio-télévision, comprenant les téléviseurs et électrophones La Voix de son maître et les émetteurs de radio Marconi, ainsi que l'usine de l'avenue Pathé-Marconi dans la zone industrielle de Vongy à Thonon, sont cédées à la Compagnie française pour l'exploitation des procédés Thomson Houston. Pathé-Marconi, dirigé par Pierre Bourgeois et Thomson, dirigé par Philippe Barth, fondent une entité commune baptisée Société de diffusion de radio-télévision (SDRT). Thomson continuera à fabriquer du matériel sous licence Pathé-Marconi jusque dans les années 1980.
Dans les années 1960, Pathé-Marconi est l'éditeur français des Beatles, par le biais de son label Parlophone.
L'entreprise prend le nom de Pathé Marconi EMI en 1972 sous la direction de François Minchin, ancien adjoint de Pierre Bourgeois. Elle amorce un déclin au cours des années 1970. En 1980, sous la direction d'Alain Gerondeau, la société met en place un plan de redressement. Gerondeau fait appel en 1981 à un jeune cadre, Antoine di Zazzo, afin de redresser son outil logistique. Malgré une certaine réussite, Gerondeau est remercié par la direction britannique d'EMI. C'est le couple David Stockley - Antoine di Zazzo qui poursuit ce plan. Alain Lanceron, pour le département classique, ainsi que Stockley et di Zazzo, obtiennent un certain succès par leurs actions. David Stockley est promu à la direction européenne d'EMI. La décision d'EMI d'abandonner le nom « Pathé-Marconi » au profit unique de EMI, doublée de la volonté de transférer la production française aux Pays-Bas, décide di Zazzo à refuser la présidence d'EMI France et à quitter le groupe. Guy Deluz prend la suite et applique les décisions prises par Londres. Ainsi en 1990, la société devient EMI France, abandonnant toute référence à Pathé-Marconi. La même année, la production de disques 33 et 45 tours à Chatou est arrêtée et délocalisée à Cologne en Allemagne. L'usine est fermée en 1992. Enfin, l'entreprise est rebaptisée EMI Music France en 1994.
En 2004, l'usine Art déco de Chatou est détruite au bénéfice d'une promotion immobilière en dépit d’une pétition signée par des centaines d'artistes et d'élus,. 
En 2011, EMI est absorbée par Universal Music Group.
En 2013, EMI Music France est cédée par Universal à Warner Music Group, dans le cadre de la répartition des actifs d'EMI, afin d'éviter une situation de monopole par Universal. À cette occasion, EMI Music France est renommée Parlophone Music France.
Depuis cette date, le « back » catalogue des artistes Pathé-Marconi / EMI Music France est en majeure partie intégré aux labels de Warner Music France.
Les anciennes marques de la branche « hi-fi TV » de Pathé-Marconi  (La Voix de son maître et Marconi) appartiennent aux groupes Hilco et BAE Systems.

### Les années phare (1950-1960)
1951 : Pathé-Marconi édite en France les premiers  disques 33 tours et 45 tours, mis au point par l'ingénieur en chef Pierre Giloteaux aux laboratoires de recherche Pathé-Marconi du 5 rue Pelouze à Paris 8e avec le concours de Péchiney, dont le premier 45 tours, deux titres, six minutes. Au second semestre, la marque de disques Swing, présente depuis sa création en 1937 par Charles Delaunay, quitte le catalogue Pathé-Marconi. Avec le label américain Vox, Pathé-Marconi crée la marque de musique classique Pathé-Vox.
1952 : à l’initiative de son président, Pathé-Marconi s’illustre par ses spectacles son et lumière, conçus par l’architecte Paul Robert-Houdin, petit-fils du célèbre illusionniste Jean-Eugène Robert-Houdin, qui mettent en valeur les plus beaux monuments du patrimoine national. Le premier spectacle, Les Grandes Heures de Chambord, a lieu en 1952. Celui-ci est suivi par Versailles, animé par Jean Cocteau et André Maurois qui adressent leur bel hommage à « toutes les gloires de la France » sur la musique de Jacques Ibert, puis par Vincennes, Mille ans d’histoire de France racontés par André Chamson. À Chantilly, le connétable de Montmorency, le Grand Condé et le duc d’Aumale revivent successivement en 1955 ; puis viennent Blois, Lapalisse, Villandry, Falaise, Sully, Amboise, Avignon, Lisieux, Chazeron ; tandis qu’à Domrémy, c’est un oratorio de Georges Delerue et Yves Jamiaque, qui fait revivre Sainte Jeanne au Bois Chenu. À Albi, le jeu du son et de la lumière annexe une troisième dimension au spectacle, en y incluant, non seulement le château, mais aussi les plans d’eau, les jardins et le public. On peut citer encore Angers, Fougères, Kerduel et Biron (1956). Pathé-Marconi assure également la sonorisation des obsèques du maréchal de Lattre de Tassigny en 1952.
1953 : Pathé-Marconi sonorise les représentations du Vray Mistère de la Passion sur le parvis de Notre-Dame et fournit les installations fixes de l'Opéra-comique, du château de Chambord ou du paquebot La Marseillaise. En novembre, le premier 45 tours, quatre titres, 14 minutes, dit Super-45 tours ou « EP » (Extended-Play) est produit à son tour avec une pochette cartonnée mate type « cartoline ». Exception quasi française, hormis l’Espagne et l’Italie, le 45 tours « EP »  est produit pendant toute la période yéyé et ce jusqu’en 1970. Pathé-Marconi possède des succursales à Bordeaux, Lille, Lyon, Marseille, Nancy, Nantes, Alger et des studios d'enregistrement au 14 rue Magellan à Paris. La progression des ventes de téléviseurs incite l'entreprise à aménager un immeuble au 8 rue des Champs à Asnières-sur-Seine, destiné à l'entretien et à l'installation des récepteurs de télévision La Voix de son maître, livrés par les fameuses Citroën 2CV fourgonnettes aux couleurs de la marque. EMI fonde le label classique Angel Records, distribué par Pathé-Marconi en Europe. Cette même année, Pathé-Marconi crée la marque Témoignages, spécialisée dans les enregistrements récités.
1954 : EMI rachète le label Capitol, propriétaire depuis 1953 des disques Cetra-Soria. Les deux marques intègrent le catalogue Pathé-Marconi. Les ventes de tourne-disques atteignent 130 000 exemplaires, soit une augmentation de plus de 50 % par rapport à l'année 1953. Le chiffre d'affaires de l'entreprise dépasse les cinq milliards de francs. Le discours du célèbre appel de l'abbé Pierre en février fait l'objet d'un disque exceptionnel. Sous l'influence de Pierre Bourgeois, un décret du 14 août 1954 assimile le disque au livre, réduisant de 50 % la taxe à la production, faisant passer le prix du microsillon 33 tours de 3 015 francs (24 septembre 1951) à 2 600 francs.
1955 : cette année voit l’usine de Chatou être la première usine productrice d’Europe à fabriquer des disques microsillon. Chatou produit 70 % de la production nationale, soit 35 000 disques par jour (la plus forte production d’Europe continentale). Les 45 tours sont présentés sous pochettes glacées illustrées, comme leurs aînés 33 tours. Le catalogue Pathé-Marconi est constitué d’un fonds musical d’une richesse exceptionnelle, en disques de variétés avec plus de cent artistes vedettes, de jazz avec des pièces classiques, comme Back Room Special de Clarence Williams, ou King Joe de King Oliver et tous les grands noms du jazz américain et français, d’opéra, de théâtre et poésie, de disques classiques dont la production atteint près de 70 millions de minutes en 1955. Pathé-Marconi, qui a enregistré les plus grandes œuvres classiques et modernes, apporte son soutien à toutes les grandes manifestations qui peuvent servir la culture musicale, comme les festivals d'Aix-en-Provence, de Prades, le concours Marguerite-Long - Jacques-Thibaud et le concours Chopin de Varsovie. L'accord d'exclusivité qui lie Pathé-Marconi et la Comédie-Française, permet aux discophiles du monde entier de connaître le théâtre français, d'entendre les enregistrements intégraux d'œuvres de Molière, de Marivaux, de Victor Hugo, d'Alfred de Musset ou d’Henry de Montherlant ; l’entrée de Jean Cocteau à l'Académie française sera longtemps évoquée par le microsillon. Parallèlement à son métier d’éditeur de disques, Pathé-Marconi poursuit son expansion de constructeur et de diffuseur de radio-combinés (La Voix de son maître modèle 886C) de tourne-disques ou électrophones (La Voix de son maître modèle 555C) de radio-téléphones (modèle ER O5 utilisé par les Ponts et Chaussées et par les reporters d’Europe no 1 pour couvrir le Tour de France) de récepteurs radio (Marconi modèle 66) et de récepteurs de télévision (La Voix de son maître, consoles 819 lignes 43 cm et 54 cm). Les platines La Voix de son maître sont dotées du changeur automatique 45 tours. Pour subvenir à la demande croissante, et dans le cadre des mesures de décentralisation industrielle recommandées par le gouvernement, il est décidé cette année-là, de créer une nouvelle usine à Thonon-les-Bains.

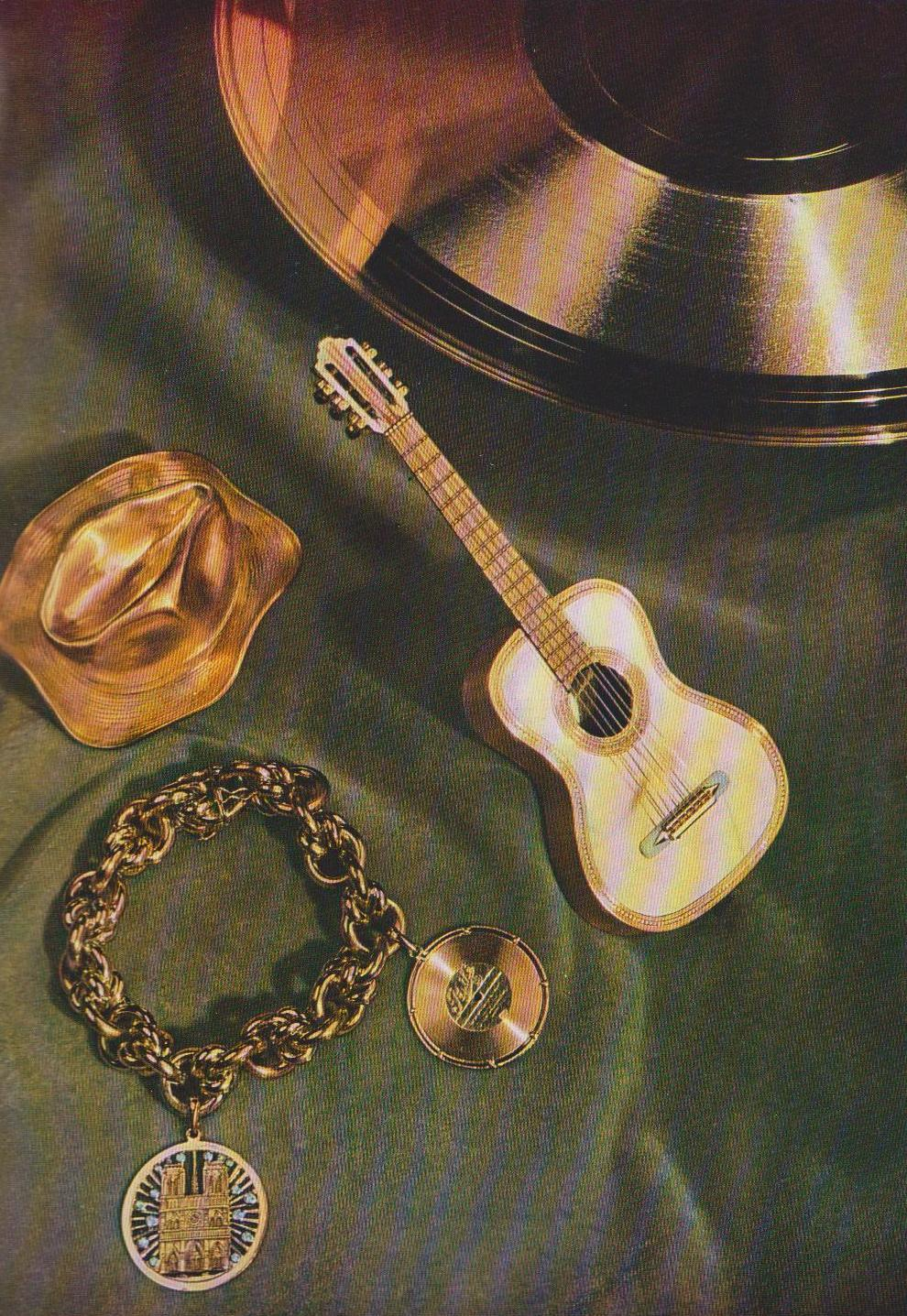
Prix remis aux artistes Pathé-Marconi ayant dépassé le million de disques vendus en 1955 : guitare d'or de Tino Rossi, chapeau d'or de Charles Trenet, bracelet d'or de Lucienne Delyle aux armes de la ville de Paris.

1956 : Pathé-Marconi est la première société à pouvoir fêter un « millionnaire », en remettant à Tino Rossi une guitare d’or pour la vente de ses dix millions de disques. Le ministère de l'Éducation nationale fait figurer pour la première fois le disque parmi les prix offerts aux lauréats du concours général. Le développement de l'entreprise, dont le siège est situé après-guerre au Palais de la Radio et du Disque, 30 boulevard des Italiens, et les services financiers 251-253 rue du Faubourg Saint-Martin, conduit la direction à acheter un nouvel immeuble dans Paris au 19 rue Lord-Byron pour y installer les services de ses directions administratives, artistiques et financières. Cette volonté est suivie du lancement d’un emprunt sur le marché boursier par une décision du conseil d’administration du 13 octobre. À cette époque, les administrateurs de Pathé-Marconi se comptent au nombre de 4 : le président Pierre Bourgeois, Maurice Heurteux, directeur des usines de Chatou avant-guerre, Albert Bernard, administrateur de la firme, et Sir Charles Henderson au titre de la représentation britannique. À Chatou, les 4 kilomètres carrés du site de production continuent d’absorber les demandes du continent.
1957 : Pathé-Marconi est l’une des entreprises leader de l’industrie française ; elle presse près de cent marques de disques différentes, fabrique du matériel pour d’autres constructeurs et sort près d’un demi-million de platines trois vitesses pour électrophones. L'usine de Chatou, qui dispose de soixante-quinze presses, emploie quatre-cents salariés pour la seule fabrication du disque et deux mille personnes au total. La production atteint 54 000 disques par jour. Les marques Pathé, Columbia, La Voix de son maître et Capitol font l’objet de récompenses nombreuses et régulières de l’Académie du disque français et de l’académie Charles-Cros. Un disque vendu sur trois en France est un disque Pathé-Marconi. En avril, Pathé-Marconi synchronise la visite de la reine Élisabeth II à Paris. La première chaine de montage est mise en service à l'usine de Thonon-les-Bains et la sortie de la première platine tourne-disque en septembre donne lieu à une grande réception dont la presse se fait l'écho. Cette année marque l'arrêt de la production des disques 78 tours en « shellac ». Capitol fusionne avec Angel Records et Cetra-Soria, labels de musique classique du groupe EMI fondés par Dario et Dorle Soria. Pathé-Marconi, dont la publicité est confiée à Publicis, édite les marques Capitol, Columbia, La Voix de son maître, Metro-Goldwyn-Mayer, Odeon, Pathé, Parlophone, Pathé-Vox, Témoignages. Les quatre célèbres directeurs artistiques de la marque sont Pierre Hiegel (père de la comédienne Catherine Hiegel) et Jean Porrasse (père de la chanteuse Guesch Patti) pour la section disques de variétés, René Challan (père de la harpiste française Annie Challan) pour la rubrique disques classiques et Jacques Marmouset pour les autres domaines musicaux. Pathé-Marconi cesse la distribution des disques Metro-Goldwyn-Mayer qui diffusaient des musiques originales de films.
1958 : les premiers disques vinyle stéréo sont produits à l'usine de Chatou. Pathé-Marconi, à son apogée, est le seul éditeur de disques français coté en bourse. La branche radio-télévision et l'usine de l'avenue Pathé-Marconi dans la zone industrielle de Vongy à Thonon-les-Bains, sont cédées par EMI à la compagnie française Thomson-Houston, qui réutilisera l'usine quatre ans plus tard après travaux. 
1959 : les activités de Pathé-Marconi sont recentrées sur la production, l'édition et la distribution de nombreuses marques phare de disques, telles Capitol, Columbia, La Voix de son maître, Odeon, Pathé, Parlophone.

## Activités
Jusqu'à la fin des années 1950, Pathé-Marconi a trois types d'activités :
- en tant que société française du disque : l'édition musicale, la gestion des catalogues, la représentation des artistes, la production, la distribution, la vente de disques phonographiques ;
- en tant qu'industrie : la fabrication, la distribution, la vente de tous supports manufacturés permettant la diffusion du son et de l'image (émetteurs radio, platines tourne-disques, téléviseurs, pièces détachées) ;
- en tant que laboratoire technologique : la recherche et le développement de nouvelles solutions techniques en collaboration avec Pechiney ; Pathé-Marconi possédait un laboratoire de recherche au 5 rue Pelouze à Paris 8e.

## Studios d'enregistrement
Les artistes des labels de Pathé-Marconi enregistraient aux studios du 14 rue Magellan à Paris 8e, ainsi qu'à ceux du palais de la Mutualité et de l'usine de Chatou. 
Les studios Pathé-Marconi du 62 rue de Sèvres à Boulogne-Billancourt virent notamment passer les Beatles ou les Rolling Stones, qui y enregistrèrent en 1964 lors de leurs venues respectives en France. Les bâtiments des studios furent détruits à la fin des années 1990 et remplacés par un groupe d'immeubles résidentiel et un supermarché.
Les enregistrements de concerts classiques avaient le plus souvent lieu à la salle Wagram, en raison de ses dimensions et de son acoustique exceptionnelle.

## Marques

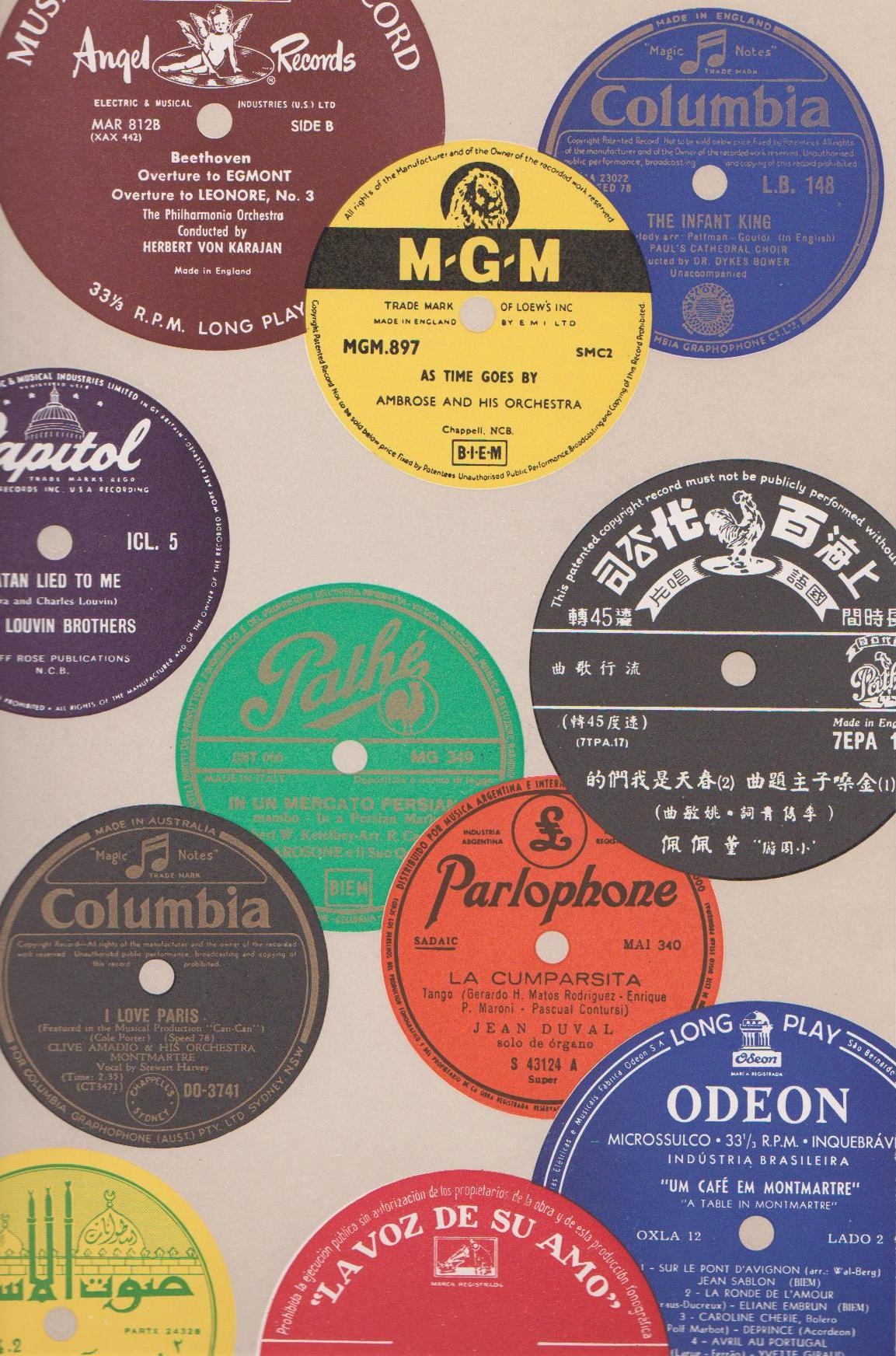
Quelques-unes des productions des disques Pathé-Marconi dans les années 1950

Le catalogue de l'ancienne maison de disques Pathé-Marconi est aujourd'hui réparti entre Warner Music France (Parlophone, Warner Classics) et Universal Music France (Capitol). EMI Music Publishing a été entièrement fusionnée avec Sony Music Publishing depuis novembre 2018.

### Labels de musique des Industries Musicales et Électriques Pathé-Marconi
- Columbia (classique, variété)

Label historique de Pathé-Marconi dès l'origine en 1936, la marque Columbia (1888) est cédée par EMI à Sony en 1990. Columbia est la plus ancienne marque de disques au monde.
- Pathé (classique, variété, théâtre)

Pathé est avec Columbia le second label fondateur de Pathé-Marconi. On trouve les premiers disques Pathé dès 1890, du temps de la Compagnie générale des machines parlantes Pathé Frères, ancêtre de Pathé-Marconi. Aucune source précise n'indique l'année de disparition du label.
- La Voix de son Maître (classique, variété)

Le label est fondé en 1900. C'est l'une des 3 marques historiques de Pathé-Marconi avec Pathé et Columbia. Comme pour le label Pathé, aucune source précise n'indique l'année de sa fin de diffusion chez Pathé-Marconi. La Voix de son Maître est certainement la marque la plus emblématique éditée par Pathé-Marconi. La gigantesque usine de pressage de Chatou produisait les disques du label pour toute l'Europe, présentés dans de nombreuses langues. Actuellement, La Voix de son Maître est détenue par RCA Victor aux États-Unis et par le groupe Hilco dans les autres régions du monde, sauf au Japon ou elle appartient à JVC. Le back catalogue de La Voix de son Maître est aujourd'hui réparti au sein des labels Warner Classics et Parlophone.
- Lutin (comptines pour enfants)

Label de la Compagnie générale des machines parlantes Pathé Frères puis de Pathé-Marconi, Lutin disparaît tout à la fin des années 1940.
- Pathé-Vox (classique)

Fondé en 1951 dans le cadre d'une association avec le label américain Vox, Pathé-Vox est présent sur le marché français jusqu'en 1957, aux formats 17, 25 et 30 cm.
- Témoignages (enregistrements récités)

Le label Témoignages paraît de 1953 à 1957. Spécialisé dans les enregistrements de discours ou de contes, sa courte diffusion en fait le label de Pathé-Marconi le moins courant.
- Swing (jazz)

Fondés par Charles Delaunay en 1937, les disques Swing sont distribués par Pathé-Marconi de l'année de leur création jusqu'au milieu de l'année 1951, avant d'être diffusés par Vogue.
- Metro-Goldwyn-Mayer (bandes originales de films)

Les disques MGM sont distribués par Pathé-Marconi dès 1946, année de création du label. La diffusion cesse en 1958.
- Cetra-Soria (opéra)

Fondés par Dario Soria en 1948, les disques Cetra-Soria sont distribués par Pathé-Marconi de 1952 à 1957, avant d'être fusionnés avec Capitol.
- Angel Records (classique, opérette, variété)

Également fondé par Dario et Dorle Soria à la demande d'EMI, le label anglophone Angel Records voit le jour en 1953. Au rachat de Capitol par EMI en 1954, Angel Records cesse d'être promu. Label essentiellement classique, certains artistes de variété tels Édith Piaf ou Annie Cordy y ont toutefois enregistré. Comme pour Cetra-Soria, les disques Angel Records passent sous la bannière Capitol en 1957.
- Capitol (classique, variété)

Fondé en 1942 par Johnny Mercer, Buddy DeSylva et Glen Wallichs, le label américain est racheté en 1954 par EMI et diffusé en France par Pathé-Marconi à partir de  1955. Depuis 2012, la marque Capitol appartient à Universal, à la suite du rachat de la major britannique EMI par UMG.
- Odeon (instrumental, variété)

Odeon est créé en 1903 par Max Straus et Heinrich Zuntz. Il est l'un des labels historiques d'EMI dès la naissance de la major britannique en 1931, puis l'une des marques de Pathé-Marconi en 1945 qui la diffuse jusqu'en 1963. Le label disparaît en 1970.
- Parlophone (jazz, variété)

La marque est fondée par Carl Lindstrom en 1896. Label historique et principale division d'EMI dès l'origine, Parlophone est cédé à Universal en 2011 puis revendu à Warner en 2013. Warner rebaptise EMI Music France en Parlophone Music France.
- Trianon (classique, variété)

Sous-marque de Pathé-Marconi spécialisée dans les registres du classique et de la variété, Trianon est présente au catalogue général de la firme à partir de la fin des années 1950.

### Équipements électriques et électroniques
- La Voix de son maître (radio combinés, platines tourne-disques, changeurs automatiques, magnétophones à cassettes, téléviseurs, pièces détachées)

La marque, héritière de la Compagnie générale des machines parlantes Pathé frères, est produite de 1936 à 1958, avant d'être fabriquée sous licence par la Compagnie française pour l'exploitation des procédés Thomson Houston. Elle appartient aujourd'hui au groupe Hilco.
- Marconi (émetteurs radio, radio-téléphones)

Produite depuis l'origine par l'entreprise, Marconi est de nos jours dans le giron du groupe BAE Systems.

## Artistes du catalogue
De nombreux artistes célèbres français et étrangers enregistraient chez Pathé-Marconi. Parmi eux : 
Édith Piaf, Enrico Macias, Charles Trenet, Frank Sinatra, Maria Callas, Yves Montand, Tino Rossi, Georges Guétary, Luis Mariano, Gloria Lasso, Marguerite Long, Gilbert Bécaud, Louis Amade, Bourvil, Les Compagnons de la chanson, Les Chats sauvages, Annie Cordy, Jean-Claude Pascal, Mick Micheyl, Herbert von Karajan, Igor Markevitch, Franck Pourcel, Maurice Chevalier, Yvonne Printemps, Django Reinhardt, Amália Rodrigues, Arthur Honegger, Yehudi Menuhin, Arthur Rubinstein, Georges Tzipine, Samson François, Witold Małcużyński.

## Dirigeants successifs
Pathé-Marconi (1936-1972) fut successivement présidée par :
- Lucien Fabre (janvier 1937-1939) ;
- René Maget (1939-1949), secondé par Jean Bérard (directeur général de 1939 à 1945) ;
- Pierre Bourgeois (direction 1946 puis présidence 1949-1959). Il développa des relations commerciales avec Pathé-Marconi dès 1944 puis rejoignit la société en 1946 sous la direction de René Maget. Président emblématique de la firme et successeur de l'œuvre d'Émile Pathé, il fit de Pathé-Marconi après-guerre l'une des entreprises majeures de l'industrie phonographique en Europe ;
- Gilbert Edward Cross (1959-1966). Détaché par le siège d'EMI à Londres et de nationalité britannique, G. E. Cross assura une longue transition après le départ de Bourgeois.

Pathé Marconi EMI (1972-1990) :
- François Minchin (1966-1978), secondé par Michel Bonnet (directeur général de 1973 à 1979)[9]. Ancien adjoint de Pierre Bourgeois, François Minchin entra chez Pathé-Marconi en 1943 ;
- Philip Brodie (février 1978-novembre 1979)[10] ;
- Alain Gerondeau (1979-1984)[11] ;
- Alain Dericoux (1984) ;
- David Stockley (1985).

EMI France (1990-1994) :
- Guy Deluz (1986-1990). Il fut auparavant président d'EMI Music Suisse (1976-1982), d'EMI Music Brésil (1982-1985) et d'EMI Music Japon (1985-1986)[12].
- Noël Castaing (1990-1)[13].
- Gilbert Ohayon (1991-9)
- Marc Lumbroso (1999-2002)

EMI Music France (1994-2013) :
- Jean-François Cécillon (2002-2008), Nathalie Collin (2008-2009), Olivier Montfort (2009-2013).

## Directeurs artistiques
Plusieurs célèbres directeurs artistiques sont à l'origine du développement de carrière des artistes du groupe Pathé-Marconi :
- René Challan pour le répertoire classique, notamment pour Maria Callas, Arthur Honegger, Herbert von Karajan (Cetra-Soria, La Voix de son Maitre, Pathé-Vox).
- Peter de Jongh (1925-1978) pour le répertoire classique dans les années 1950-1970.
- Gréco Casadesus, Michel Glotz pour le répertoire classique dans les années 1970,  notamment pour Maria Callas, Herbert von Karajan (EMI Classics, aujourd'hui  Warner Classics).
- Pierre Hiegel pour la variété, notamment pour Édith Piaf (Columbia).
- Jean-Paul Guiter pour la variété, notamment pour Les Chats Sauvages, Dick Rivers  (Pathé).
- Jacques Marmouset (1925-2013) pour les enregistrements récités, notamment pour Colette, Jean Cocteau, Fernandel, Bourvil (Témoignages, Pathé). Il fut également directeur commercial de Pathé-Marconi dans les années 1950.
- Jacques Plait pour la variété, notamment pour Richard Anthony (Columbia) avant de gérer la carrière française de Frank Sinatra (Capitol).
- Jean Porrasse pour la variété, notamment pour Gilbert Bécaud (La Voix de son Maître, Pathé).
- Maurice Tézé pour la variété, notamment pour Charles Trenet (Columbia), Gloria Lasso (Pathé).
- Francis Crémieux, chargé des relations Est-Ouest de 1954 à 1959, notamment pour l'Opéra de Pékin, les Chœurs de l’Armée rouge, le Ballet du Bolchoï.

## Hommage
En mars 1957, la société Pathé-Marconi reçoit le diplôme Prestige de la France du Comité de France pour ses spectacles Son et Lumière. Le diplôme est remis par Raymond Rodel, président du Comité de France, à Pierre Bourgeois, président de Pathé-Marconi.

## Lieux portant le nom d'Émile Pathé ou de Pathé-Marconi
En France
- Il existe une avenue Pathé-Marconi dans la zone industrielle de Vongy à Thonon-les-Bains (Haute-Savoie), en hommage à l'entreprise dont l'usine de production de platines tourne-disques était installée à partir de 1957, avant sa revente à la Compagnie française Thomson-Houston. Le site est aujourd'hui occupé par Thales ;
- Une rue Charles et Émile Pathé est située à Guyancourt (Yvelines) ;
- La rue Centrale à Chatou, où la nouvelle usine de la Compagnie générale des Machines Parlantes Pathé frères est édifiée entre 1929 et 1931, est rebaptisée rue Émile Pathé en 1937 à la mort de ce dernier[14] ;
- Le square Émile Pathé est situé à Chatou dans le quartier République ;
- L'arrêt d'autobus République-Émile Pathé est placé boulevard de la République à Chatou, sur la ligne B allant de la gare de Sartrouville à la gare de Rueil-Malmaison.

En Belgique
- Une rue Émile Pathé est localisée à Forest, l'une des communes de Bruxelles-Capitale. Une usine de phonographes Pathé et un château d'eau y étaient installés à la fin du XIXe et au début du XXe siècles[15].

## Anecdote
La firme du disque est à l'origine de la commande du Superbus Pathé-Marconi, camion publicitaire de la marque conçu par le designer automobile Philippe Charbonneaux en 1951. Entièrement restauré, le Superbus fait partie des collections du musée national de la Cité de l'automobile de Mulhouse depuis mai 2016.

## Sources
- Rapports des conseils d'administration 1956-1959.
- Catalogues généraux des disques Pathé-Marconi 1950-1959.